# Ostichthys alamai
Ostichthys alamai là một loài cá biển thuộc chi Ostichthys trong họ Cá sơn đá. Loài này được mô tả lần đầu tiên vào năm 2018.

## Từ nguyên
Từ định danh alamai được đặt theo tên của Ulysses B. Alama, nhà nghiên cứu người đến từ Đại học Philippines Visayas, do sự hỗ trợ của ông đối với các tác giả khi họ đang khảo sát tại Iloilo (đảo Panay, Philippines) trong giai đoạn 2013–2017, cũng là thời điểm mà loài cá này được phát hiện.

## Phân bố
O. alamai mới chỉ được biết đến chủ yếu tại đảo Panay (Philippines) và đảo Sulawesi (Indonesia). Một số cá thể của O. alamai cũng được thu thập ở Nhật Bản ở độ sâu 150 đến 180 m.

## Mô tả
Chiều dài tiêu chuẩn lớn nhất được ghi nhận ở O. alamai là 18 cm. Chúng hợp thành một nhóm phức hợp loài với Ostichthys hypsipterygion và Ostichthys japonicus, đều có màu đỏ.
O. alamai và O. hypsipterygion có những hàng đốm trắng dọc hai bên lườn (O. japonicus hoàn toàn không có điểm này), nhưng O. alamai không có đốm trắng trên gốc vây ngực và có nhiều tia vây ngực hơn O. hypsipterygion, cũng như gai vây lưng cuối dính liền với tia vây lưng mềm thứ nhất (hai tia này tách rời ở O. hypsipterygion).
Số gai ở vây lưng: 12; Số tia vây ở vây lưng: 13; Số gai ở vây hậu môn: 4; Số tia vây ở vây hậu môn: 11; Số tia vây ở vây ngực: 17–18.